# Садардинов, Зуфар Садардинович
Зуфар Садардинович Садардинов (8 марта 1924, дер. Байкибаш, Караидельский район, Башкирская АССР, РСФСР — 21 апреля 2017) — советский государственный и хозяйственный деятель, заместитель министра монтажных и специальных строительных работ СССР (1975—1986), заслуженный строитель РСФСР, руководитель строительства Камского автомобильного завода, первостроитель города Набережные Челны.

## Биография
Трудовую деятельность начал в 1941 г. на лесозаготовка. на станции Костоусово Свердловской области.
Участник Великой Отечественной войны. В 1942 году был мобилизован в танковые войска, механик-водитель танка Т-34, гвардии старшина.
В 1947—1950 гг. работал в Озерском мехлесопункте (ст. Костоусово). С 1950 г. — инженер, заместитель начальника промышленного района Куйбышевгидростроя (г. Ставрополь). С 1957 г. — прораб, главный инженер, начальник управления № 426, заместитель управляющего треста «Волгоэлектромонтаж».
В 1957 г. окончил Куйбышевский индустриальный институт.
С 1967 г. — главный инженер, в 1968—1970 гг. — начальник Главного управления по строительству Волжского автомобильного завода (г. Тольятти), в 1970-75 начальник Главного управления по строительству КамАЗа (г. Набережные Челны). Под его руководством были выполнены строительно-монтажные работы на первоочередных объектах, создано 14 управлений и 25 специализированных участков. 
В 1975—1988 гг. — заместитель министра монтажных и специальных строительных работ СССР. На этом посту курировал строительство машиностроительных предприятий СССР (в т. Ч. таких как «Атоммаш», «Ростсельмаш», Харьковский тракторный завод).
Принимал участие в строительстве крупных промышленных объектов в Тольятти: Волжской ГЭС, заводов синтетического каучука, химического, азотно-тукового, цементного машиностроения, Волжского автомобильного завода.

## Награды и звания
Награждён орденами Ленина, Октябрьской Революции, Трудового Красного Знамени, двумя орденами Красной Звезды, орденами Славы III степени и Отечественной войны I степени, орденом «Знак Почёта», а также медалями «За отвагу», «За освобождение Варшавы», «За взятие Берлина», «За победу над Германией».
Заслуженный строитель РСФСР.